# 燐月
《燐月》是由Selen於2004年8月6日發售的戀愛冒險類型成人遊戲，2007年10月26日發售重製版《真・燐月》。後來陸續改編成OVA、漫畫、小說。

## 故事
燐堂直人由於出身於被妖怪詛咒的家族，為了迴避詛咒直人必須找緋月家的女性生下孩子。然而直人的未婚妻緋月鈴音不幸過世了，直人因此被迫要在從緋月分家的四姊妹們中挑選新對象。

## 登場人物
配音順序為遊戲/动画，相同場合省略。

### 主要角色
燐堂直人（声：無 / 浅野要二→陳大成（真・燐月））
本作的男主角，燐堂家的继承人。从小为了作为继承人学习。虽然认为诅咒荒唐，但考虑到反对会被燐堂家赶出去所以按照指示行动並為此轉學到鮎美的班級。
緋月鮎美（声：北都南）
緋月分家的三女，秋月學園的3年級學生。
緋月美津菜（声：くろさわまゆ）
緋月分家的四女，秋月學園的1年級學生。
緋月詩乃（声：みすみ）
緋月分家的次女，秋月學園的老師。
緋月結衣子（声：北条明日香）
緋月分家的長女，正和的妻子。雖然在事前同意為直人生子，但過三個月依舊沒有成功懷孕。
緋月鈴音（声：木村あやか（真・燐月） / 北條明日香）
正和的妹妹，直人小時候的未婚妻，過去由於遭遇交通意外而死去。原作並未登場，於《真・燐月》正式登場。

### 其他角色
燐堂萬藏（声：It Dynama / 吉川作創→一一（真・燐月））
直人的曾祖父。
緋月幸一（声：It Dynama）
緋月四姉妹的父親。
緋月正和（声：It Dynama / 広野大地→一一（真・燐月））
結衣子的丈夫，鈴音的哥哥。

## 制作人员
- 企画・游戏设计：旭橋わたる
- 脚本：ジョージカシハラ、紫楼巧
- 原画：カワギシケイタロウ
- CG演出：奥間まさみ
- 影片制作：神月社（Radiant Impression Prelude）
- 音樂：I've

## 主題曲
燐月主題歌「eclipse」
作詞：KOTOKO，作曲、編曲：中沢伴行，歌：川田まみ
真・燐月主題歌「Cherish」
作詞、歌：MOMO，作曲、編曲：井内舞子